# Janne Ekman

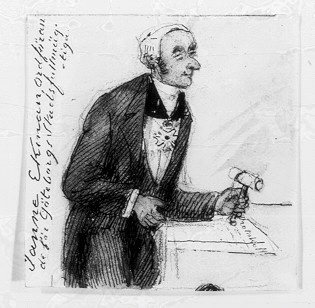
Janne Ekman i stadsfullmäktige. Akvarell utförd av Fritz von Dardel.

Johan Jacob (Janne) Ekman, född 25 oktober 1815 i Göteborg, död där 14 januari 1908, var en svensk grosshandlare och politiker.

## Biografi
Ekman bedrev studier vid Göteborgs handelsinstitut 1829–31, och utexaminerades vid Chalmerska slöjdskolan 1832. Han anställdes 1831 som handelsbetjänt på faderns kontor, fick burskap som grosshandlare 1837 och blev samma år delägare i firman Ekman & Co. År 1843 övertog han ledningen av firman, som vid denna tid omfattade Sveriges största järnexport. Han kvarstod i firman till 1891.
Ekman var samtidigt en framträdande person i det kommunala livet i Göteborg. Han var ordförande i Göteborgs handelsinstituts styrelse, i Handelssocietetens, sedermera Handelsföreningens styrelse (en tid vice ordförande), ordförande i Willinska fattigfriskolans styrelse, en skola som stiftats av hans farfars lärare J. Willin, vidare i direktionen för stadens hamn- och älvstyrelse 1856–63, i direktionen för segelfartens förbättrande på Vänern och i Göteborgs allmänna folkskolestyrelse 1860-98 samt bidrog till folkskoleväsendets utveckling. Sedan 1866 var han i 25 år vice ordförande i Göteborgs och Bohus läns hushållningssällskap.
Vid den nya kommunalrepresentationens införande invaldes Ekman i Göteborgs stadsfullmäktige, vilka vid sitt första sammanträde (1863) valde honom till sin vice ordförande; 1870 blev han ordförande, en post, som han innehade till slutet av 1887. Likaledes blev Ekman vid inrättandet av Göteborgs kyrkofullmäktige dess ordförande 1883–94.
Ekman deltog även i det politiska livet på riksnivå. Han var vid riksdagen 1856-58 ledamot av borgarståndet. I den rörelse till förmån för det De Geerska förslaget om förändring av riksdagen som pågick 1864–65, tog Ekman del och var ordförande för de deputationer från skilda håll i landet, som före frågans avgörande infann sig hos De Geer för att uttrycka sympatier för förslaget.
Efter representationsreformens genomförande invaldes Ekman 1866 av Älvsborgs läns landsting (Älvsborgs läns valkrets) till ledamot av första kammaren, en mandatperiod som inleddes 1867 och han återvaldes även mandatperioden 1874–1882, vald av Göteborgs stadsfullmäktige (Göteborgs stads valkrets). I riksdagen erhöll han 1867 uppdrag som ledamot av konstitutionsutskottet och blev 1868 ledamot av bankoutskottet, vars ordförande han var 1876–1882. År 1874 erbjöds Ekman att inträda som finansminister efter Carl Waerns avgång, men av oklara anledningar tackade han nej.
Någon utpräglad partitillhörighet intog Ekman ej under sina riksdagsår, men tillhörde närmast brodern Carl Edvard Ekmans grupp. Han var medlem av 1869 års myntkommitté och 1872 års nordiska myntkommission. Under en följd av år var Ekman ordförande i de stora enskilda järnvägsbolag, som berörde Göteborg (Bergslagsbanan, Göteborg-Borås och Göteborg-Hallands järnvägsbolag). Ekman var hedersledamot av Vet. o. vitt. samh. i Göteborg (1900; han blev ledamot 1863), var arbetande ledamot av Lantbruksakademien (1884), var kommendör av första klassen av Nordstjärneorden (30 november 1883); kommendör av första klassen av Vasaorden (2 augusti 1871); riddare av S:t Olafsorden; riddare av första klassen av Badiska Zähringer Löwenorden..

## Uppdrag i urval
Ekman var ordförande för styrelsen för pensionsinrättnigen för ålderstigna eller sjukliga tjänstehjon 1863–65, ledamot av direktionen för Allmänna och Sahlgrenska sjukhuset 1864, av styrelsen för Louise Ekmans (född von Düben) donationsfond för behövande sjuka 1889–99 och av nämnden för fjärde dövstumsdistriktet 1890–96. Han var ledamot av kommittén för uppdelning av skattemedel 1845, av kommittén för upprättande av förslag till taxa för vägavgifter inom Sävedals härad 1849, av stadsfullmäktiges arbetsutskott 1863, av kommittén för upprättande av skrivelse till Kungl. Maj:t rörande våg- och stämpelpenningar 1863, av beredningen för inrättande av metallvåg 1863, av beredningen för redaktion av ny hamnordning 1864-67, av valkommittén 1863-65 och 1879-81, av beredningen för yttrande över förslag till arbetsordning för tulltjänstemänuen och dessas ersättning av bro- och kajavgifter 1864, av beredningen för stadgande av vite för brott mot ordningsföreskrifterna för revieret 1865, av kommittén för hamnbanan 1866, av delegationerna för upptagande av amorteringslån 1868, 1875, 1881, 1882-1884 samt 1886. Ekman var ledamot av beredningarna för nya taxor vid järnvågen 1869 och 1875, av beredningarna för upprättande av förslag till utdelningar ur Renströmska fonden 1870, 1878 och 1885, av budgetsberedningen 1870-1886, av beredningen för inrättande av fiskhall 1872–1874, av beredningen för yttrande över förslag till flyttning av Göta artilleriregementes stallar och ridhus med mera 1872–1873, av deputationen för uppvaktning av änkedrottningen 1873, samt av beredningarna för hamnens utvidgning 1874–1875 och 1886–87. Han var ledamot av beredningen för flyttning av tullposteringen vid Sänkverket till Barlastkajen 1875, av beredningen för upptagande av lån för uppförande av folkskolebyggnader 1875, av beredningen för inlösen av Marieholm och Gamlestadsholmen 1876–1879, av beredningen för ordnande av förvaltningen vid järnvågen 1878, av festkommittén för kronprinsens besök i staden 1878, av beredningen för förbindelsen mellan hamnen och havet vintertid vid isläggning 1878, av festkommittén för invigningen av järnvägen Göteborg-Falun 1879.
Janne Ekman var ledamot av beredningen för upprättande av förslag rörande stadens kassörsbefattningar 1879–1883, av beredningen för förklaring rörande besvär över rådmansval 1879, av festkommittén i anledning av konungens namnsdag 1879, av beredningen för ändrad organisation av poliskammaren 1880, av festkommittén för kronprinsparets besök i staden 1881, av beredningen för utfärdande av förordning om mantals- och skattskrivning 1882, av deputationen för uppvaktning vid kungaparets silverbröllop 1882. Han var ledamot av beredningen för avsättning av köpeskillingar för tomter till en särskild fond 1883, av beredningen för inköp av egendomen Lunden i Örgryte 1883, av beredningen för utarbetande av föreskrifter för bestämmande av gatuhöjder 1884, av beredningen för förvärv av hamnegendomarna i Majorna 1886-1887 och av beredningen för revision av föreskrifterna om folkskoleväsendets ordnande 1890-1891. Ekman var vice ordförande i Göteborgs och Bohusläns landsting 1866-1891, ordförande i trettonde allmänna svenska lantbruksmötet i Göteborg 1871, ledamot av kyrkomötet 1873.

## Familj
Janne Ekman var son till grosshandlaren Gustaf Henric Ekman och dennes hustru Gustafva, född Törngren. Hans bröder var Gustaf Ekman (1804–1876), Peter Wilhelm Ekman (1806–1863) och Carl Edvard Ekman (1826–1903). Han gifte sig 2 juni 1853 i Bäve med Martina Fredrika von Heideman (1826–1894), dotter till överste Georg Gillis von Heideman och Anna Beata Helena, född Runqvist. Äktenskapet var barnlöst.